# Лема Шаунеля
У абстрактній алгебрі лемою Шаунеля називається твердження про властивості проективних модулів.

## Твердження
Нехай {\displaystyle R} є кільцем і послідовності {\displaystyle R}-модулів нижче є точними:
{\displaystyle 0\rightarrow K\rightarrow P{\xrightarrow {\ \varphi \ }}M\rightarrow 0}
{\displaystyle 0\rightarrow K'\rightarrow P'{\xrightarrow {\ \varphi '\ }}M\rightarrow 0}
Якщо {\displaystyle P,P'} є проективними модулями то існує ізоморфізм {\displaystyle P'\oplus K\cong P\oplus K'}, між прямими сумами модулів.

## Доведення
У попередніх позначеннях введемо підмодуль:
{\displaystyle X=\{(p,q)\in P\oplus P^{\prime }:\varphi (p)=\varphi ^{\prime }(q)\}.}
Відображення π : X → P, де π є проєкцією першої координати X на P, є сюр'єктивним.  Оскільки φ' є сюр'єктивним,  для будь-якого  {\displaystyle p\in P}  існує {\displaystyle q\in P'}для якого φ(p) = φ '(q).  Таким чином одержується елемент {\displaystyle (p,q)\in X}  для якого π (p,q) = p.  Для ядра відображення π маємо:
{\displaystyle {\begin{aligned}\ker \pi &=\{(0,q):(0,q)\in X\}\\&=\{(0,q):\phi ^{\prime }(q)=0\}\\&\cong \ker \phi ^{\prime }\cong K^{\prime }.\end{aligned}}}
Тому існує коротка точна послідовність
{\displaystyle 0\rightarrow K^{\prime }\rightarrow X\rightarrow P\rightarrow 0.}
Оскільки P є проективним модулем, ця послідовність розщеплюється, тобто X ≅ K' ⊕ P .  Також можна розглянути інше відображення π : X → P'. Як і вище звідси одержується коротка точна послідовність:
{\displaystyle 0\rightarrow K\rightarrow X\rightarrow P^{\prime }\rightarrow 0,}
і тому X ≅ P' ⊕ K.  Разом із цих двох результатів випливає твердження теореми.